# 後藤亘
後藤亘（ごとう わたる、1933年1月30日 - ）は、日本の実業家。東京メトロポリタンテレビジョン株式会社名誉相談役、株式会社エフエム東京名誉相談役。
日本のエフエム放送の父。

## 人物
福島県出身。福島県立福島高等学校、東北大学法学部卒業。東和映画（現：東宝東和）を経て、東北大学の先輩である松前重義の誘いにより超短波放送実用化試験局「FM東海」（のちエフエム東京）に携わるFM東海時代、現在も続く長寿番組『ジェット・ストリーム』を企画。
1970年3月17日、FM東海の改組により「株式会社エフエム東京（TFM）」が設立、初代営業部長に就任する。1977年に取締役総務部長就任。常務取締役、専務取締役営業本部長を経て、1989年6月、代表取締役社長に就任。
1981年5月20日、日本初のFMネットワーク「全国FM放送協議会（JFN・ジャパンエフエムネットワーク）」を発足させる。1984年5月30日には、番組制作会社「株式会社ジャパンエフエムネットワーク（JFNC）」を設立。ハードとソフトの両面において、安定した番組供給のシステムを構築し、地方FM放送の健全安定に大きく寄与した。
1997年6月、東京メトロポリタンテレビジョン（TOKYO MX）の代表権のない取締役社長に就任する。同社の非常勤取締役を務めていた徳間書店の徳間康快社長、東映の岡田茂社長に依頼され、TFM社長と兼務した。江東区青海のテレコムセンター内にあったTOKYO MX本社を半蔵門メディアセンター（TFM本社と同じ千代田区麹町一丁目）に移転させ、通販番組の編成や特色のある編成により経営を立て直した。2010年6月、TOKYO MXの代表権を持つ会長に就任した。

## 略歴
- 1955年3月 - 東北大学法学部卒業
- 1955年7月 - 東和映画株式会社入社
- 1960年5月 - 超短波放送実用化試験局「FM東海」入職
- 1970年4月 - 株式会社エフエム東京入社、同社 営業部長
- 1977年6月 - 株式会社エフエム東京 取締役総務部長
- 1981年6月 - 株式会社エフエム東京 常務取締役
- 1987年6月 - 株式会社エフエム東京 専務取締役営業本部長
- 1989年6月 - 株式会社エフエム東京 代表取締役社長
- 1997年6月 - 東京メトロポリタンテレビジョン株式会社 取締役社長
- 2001年7月 - 株式会社ジャパンエフエムネットワーク（JFNC）取締役会長
- 2005年6月 - 株式会社エフエム東京 代表取締役会長[5][6]
- 2007年6月 -  東京メトロポリタンテレビジョン株式会社 取締役会長
- 2009年6月 - 株式会社エフエム東京 取締役相談役
- 2010年6月 - 東京メトロポリタンテレビジョン株式会社 代表取締役会長
- 2010年10月 - ジョルダン株式会社 独立社外取締役
- 2011年6月 - 株式会社エフエム東京 名誉相談役（現任）
- 2024年6月 - 東京メトロポリタンテレビジョン株式会社 名誉相談役（現任）[7]

## 栄典
- 2010年4月 - 旭日重光章受章[8]